# Sentier de grande randonnée de pays Tour des Monts d'Aubrac
Le sentier de grande randonnée de pays Tour des  Monts d'Aubrac est un itinéraire pédestre au sein du Massif central. Son tracé s'inscrit sur le haut plateau  granitique et  basaltique de l'Aubrac à une altitude moyenne de 1 200 m et en traverse le  Parc naturel régional.

## Description

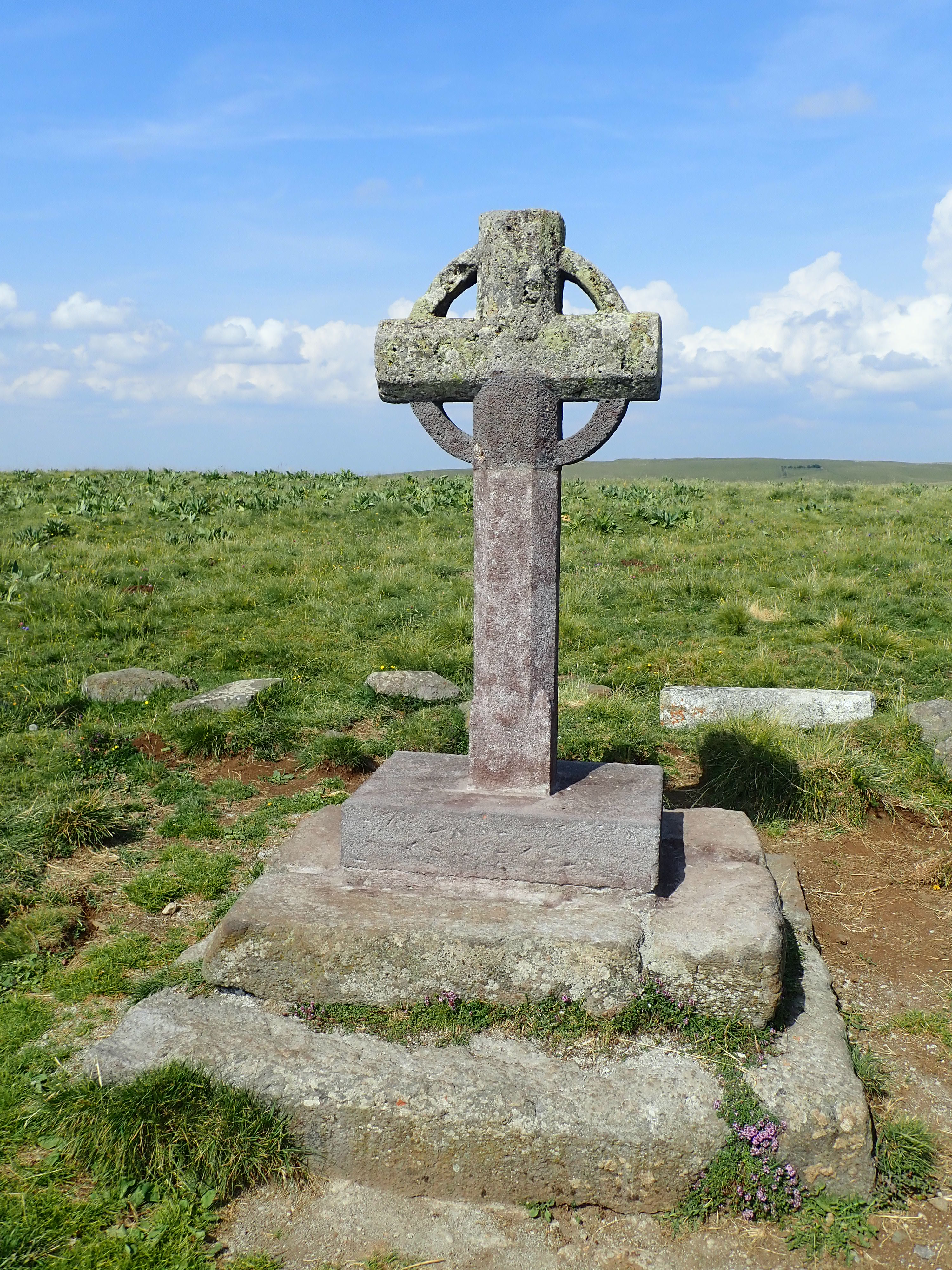
Croix de la Rode à proximité du point culminant du plateau, le Signal de Mailhebiau.

Il est réputé de difficulté moyenne. Son parcours principal, soit 167 km s’effectue environ en 46 heures de marche à parcourir en 8 à 9 jours. Il  relie les villages emblématiques de l'Aubrac : Aumont-Aubrac, Laguiole, Nasbinals, Saint-Chély-d'Aubrac, Saint-Juéry, Saint-Laurent-de-Muret, Saint-Urcize...
Sécant avec maints sentiers de grandes randonnées de plus grande notoriété et fréquentation, le tour de l'Aubrac est doté de variantes et de chemins de liaison qui autorisent des parcours alternatifs, plus courts, passant par exemple à Nasbinals et à la Domerie d'Aubrac. À l'inverse, dans sa partie nord, une variante permet de rejoindre Saint-Chély-d'Apcher en allongeant le parcours principal.
Le sentier fait l’objet d’un classement GRP par la Fédération française de la randonnée pédestre (FFRandonnée) concrétisé par la publication d’un topo-guide. Celui-ci a été réédité en mars 2022 pour actualisation.
Par ailleurs, à l'instar des principaux chemins de randonnées traversant le Massif central, ce sentier de grande randonnée de pays (GRP) bénéficie d'une offre commerciale de transports de bagages de gîte à gîte qui en renforce l'attractivité touristique.

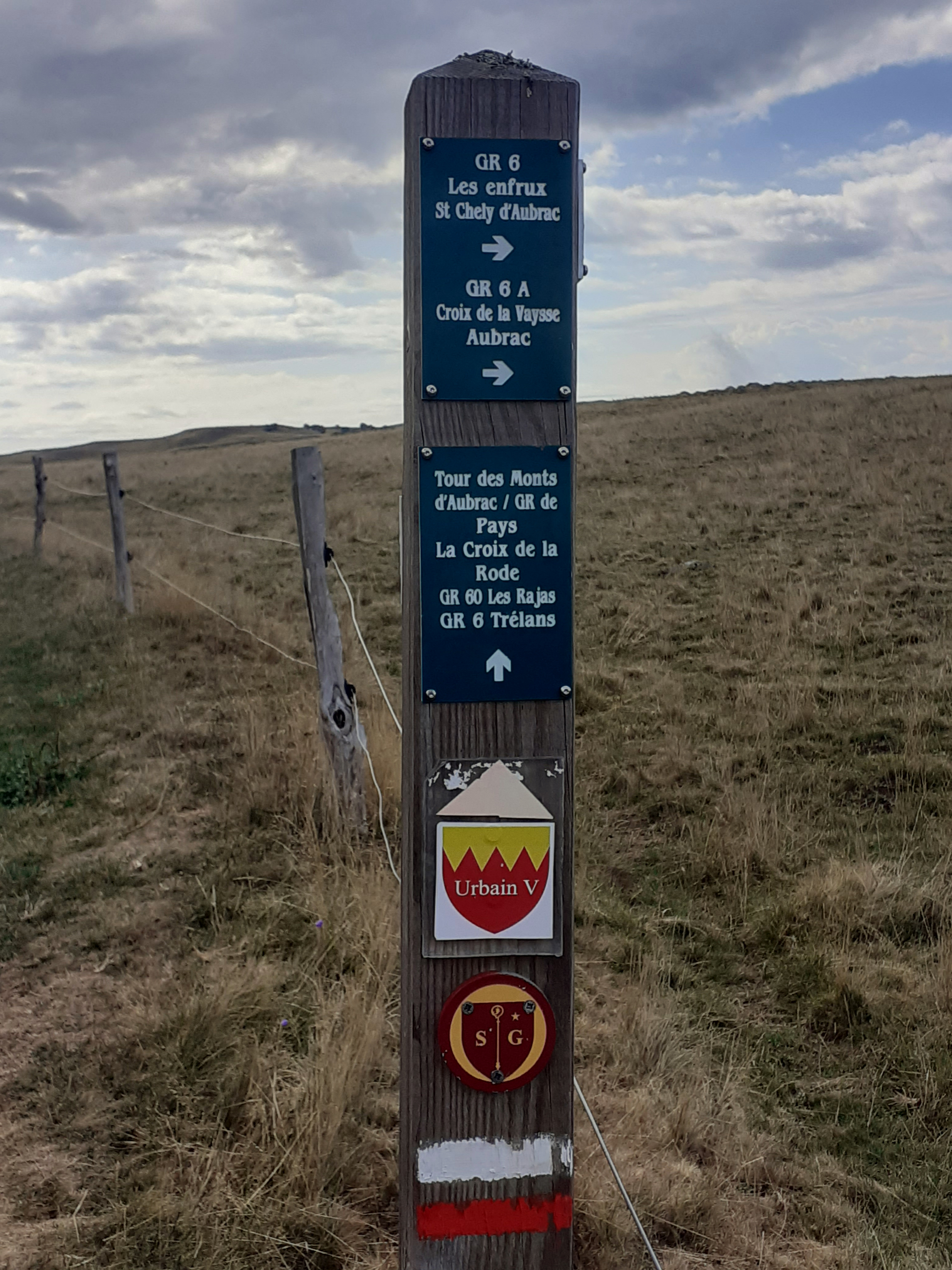
Croisement de sentiers de Grande Randonnée avec le GRP Tour de l'Aubrac.

### Caractéristiques de la plus grande boucle
- Longueur : 167 km ;
- Altimétrie :
  - point le plus haut : 1 408 m entre le buron des Rajas et la Croix de la Rode ;
  - point le plus bas : 803 m au Pont des Pèlerins (Saint-Chély-d'Aubrac).
- Dénivelés :
  - positif : 4 026 m ;
  - négatif : 4 026 m.
- Durée moyenne cumulée de marche : 46 heures pouvant se parcourir en 8 à 9 jours.

Le chemin emprunte, pour partie, l'antique voie romaine d'Agrippa. 

### Liaisons avec d'autres sentiers
Le parcours principal du GRP suit partiellement le tracé du GR 6, du GR 60 et, plus longuement, celui du Sentier de grande randonnée 670 (GR 670). Il est également connecté au GRP de Saint-Flour.
Sa variante courte, par Nasbinals et Aubrac, emprunte un tronçon du  chemin de Saint-Guilhem, de  Compostelle (GR 65) et d'Urbain V.

## Galerie de photos
- Château de la Baume à Prinsuéjols.

Le pont des pèlerins à Saint-Chély-d'Aubrac.
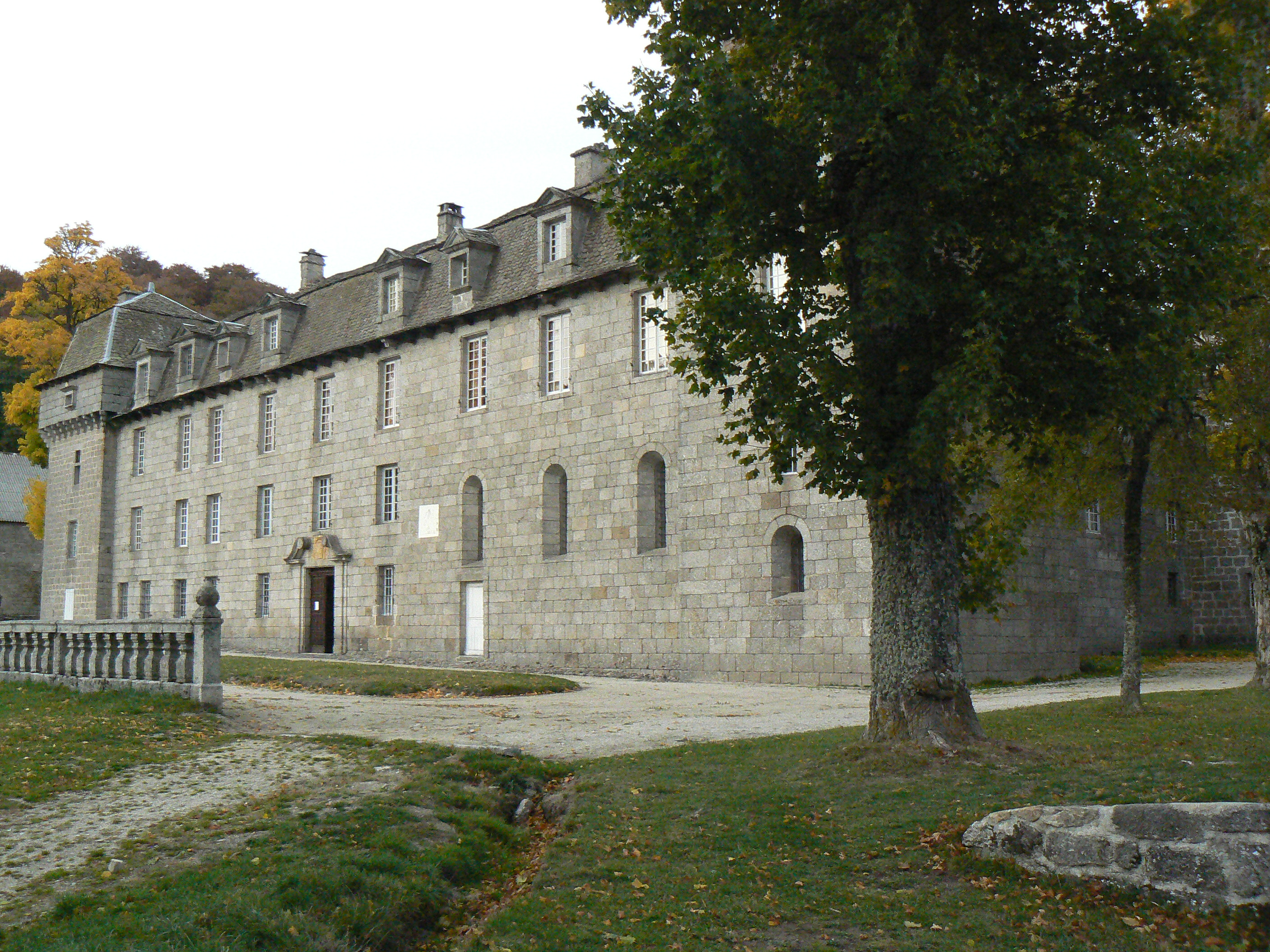
Château de la Baume à Prinsuéjols.
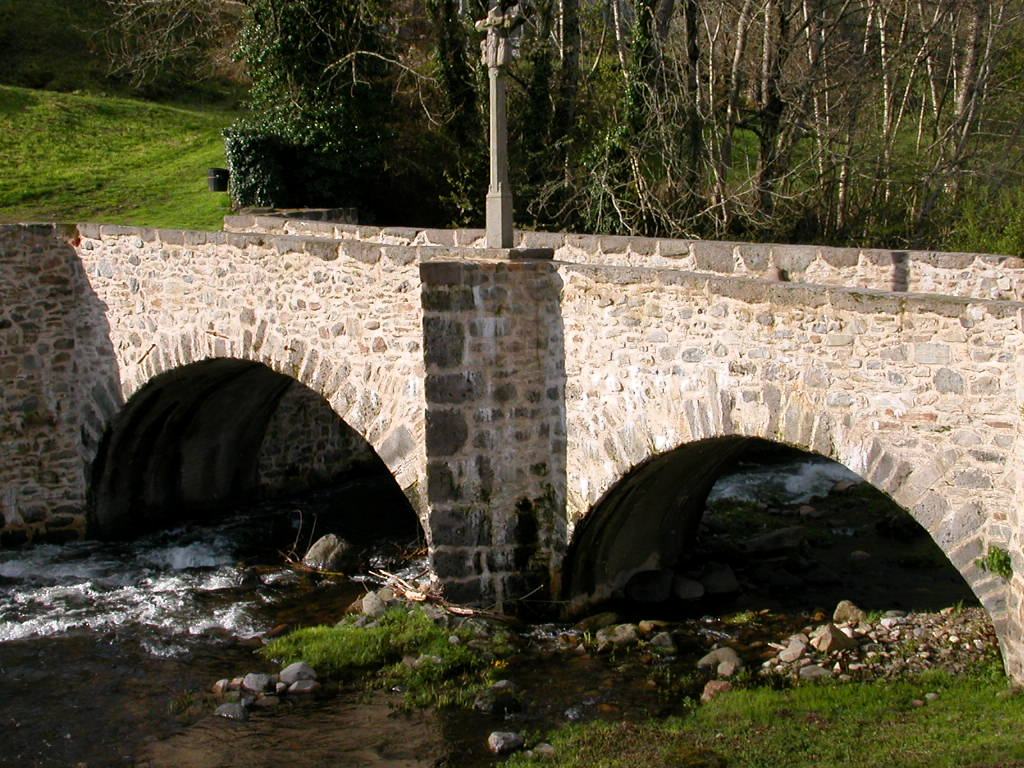
Le pont des pèlerins à Saint-Chély-d'Aubrac.
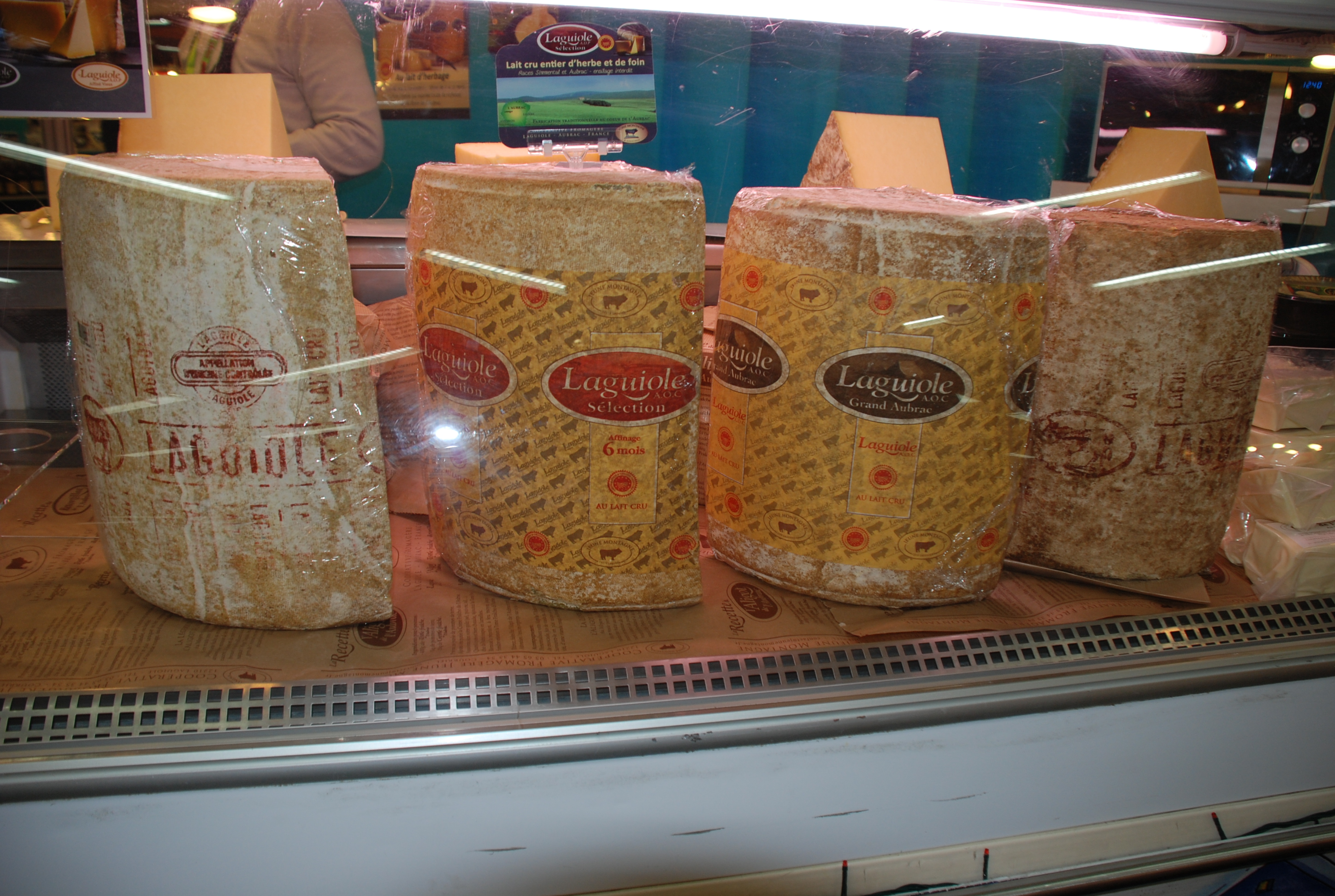
Tomes de Laguiole.
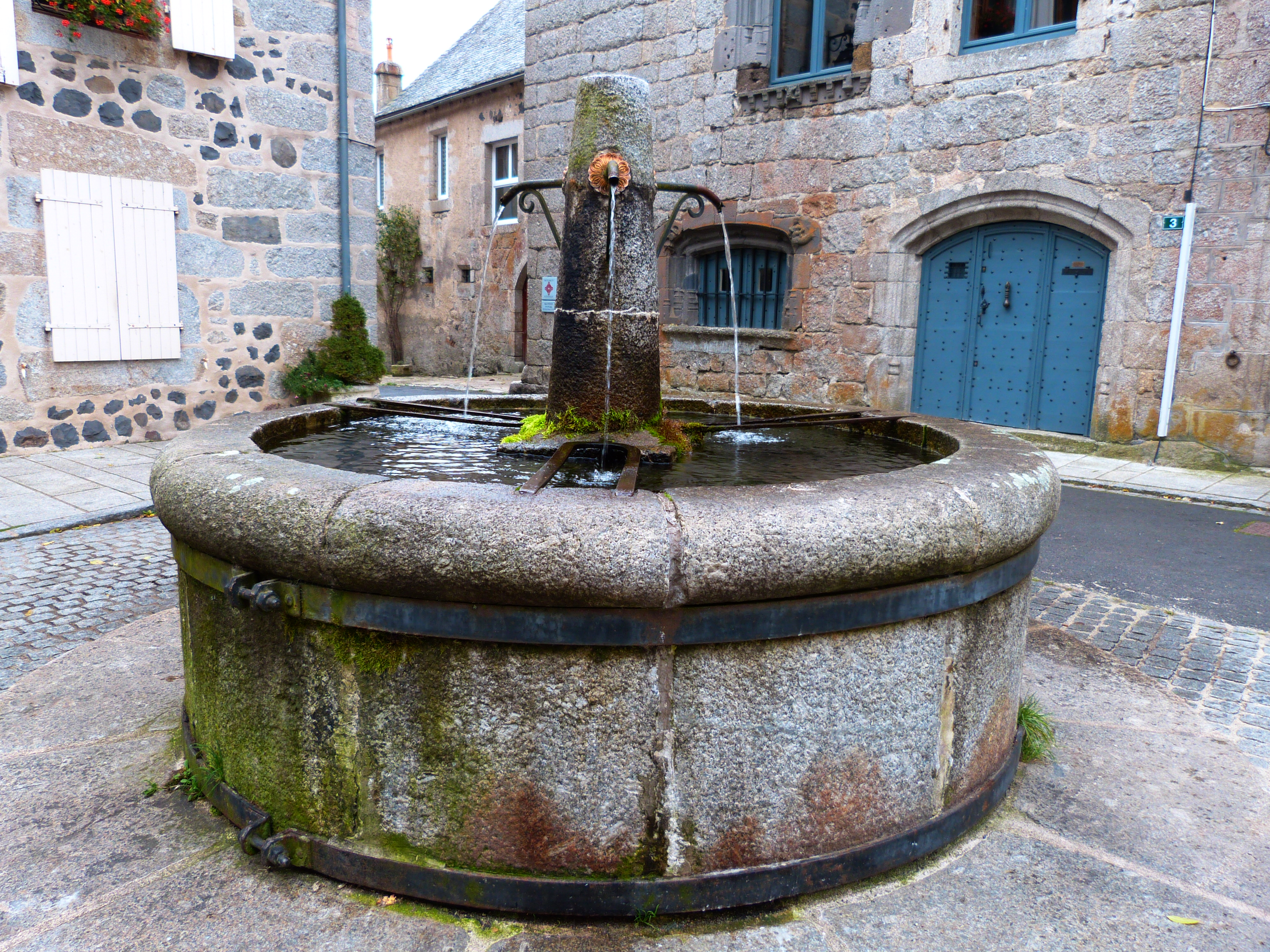
Fontaine de Saint-Urcize.
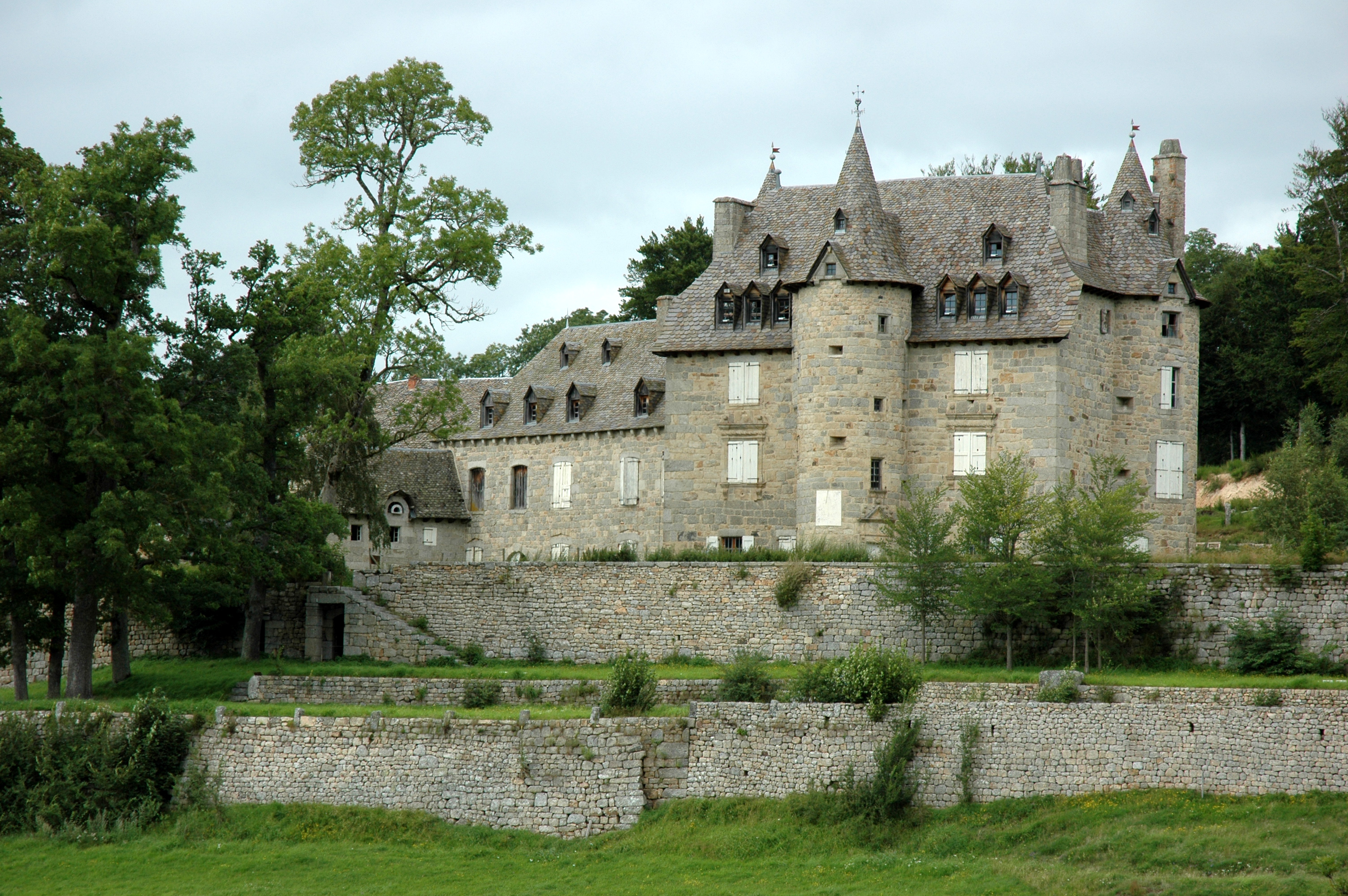
Château de Fournels.

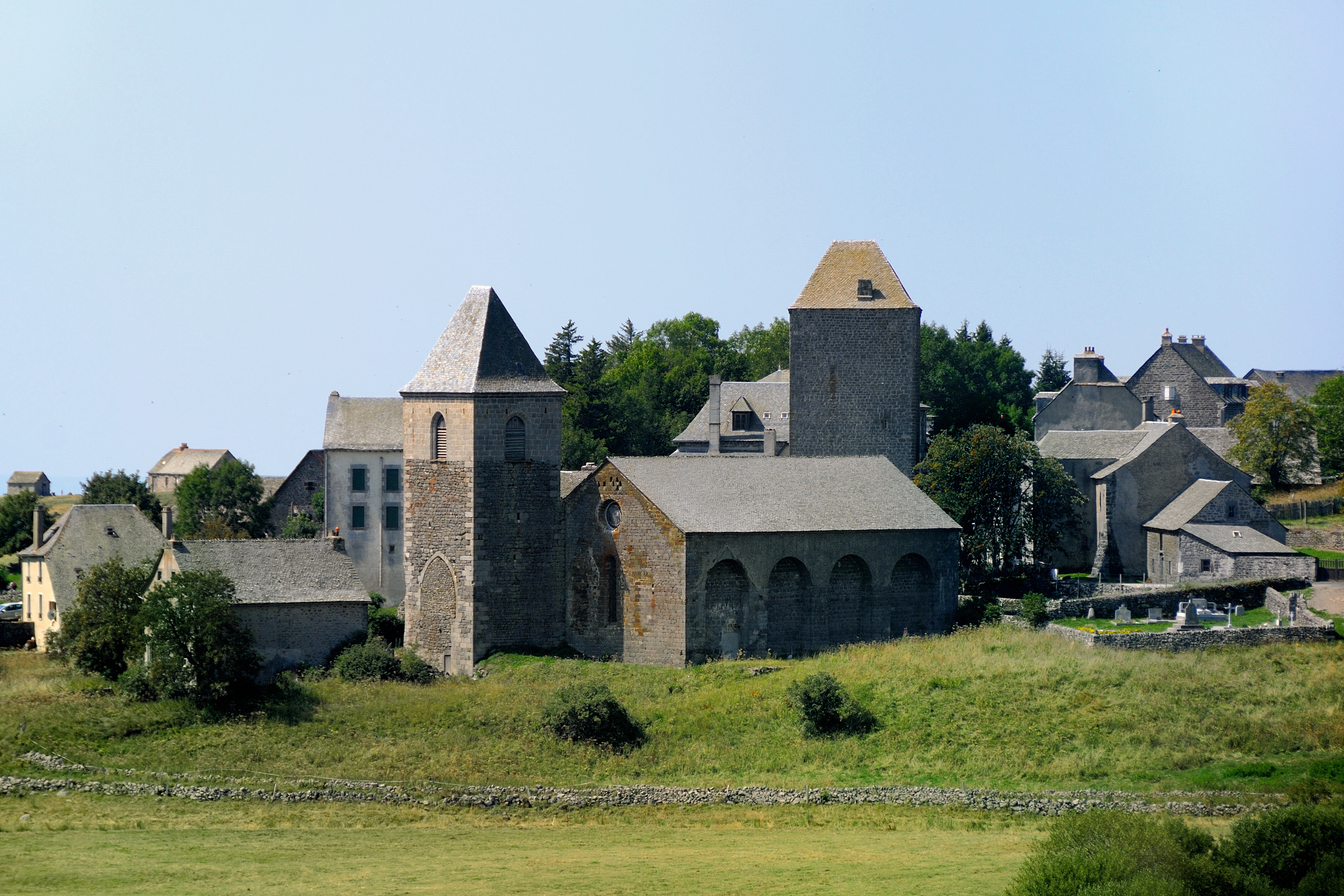
Village d'Aubrac avec la Dômerie, refuge historique des pèlerins (variante).
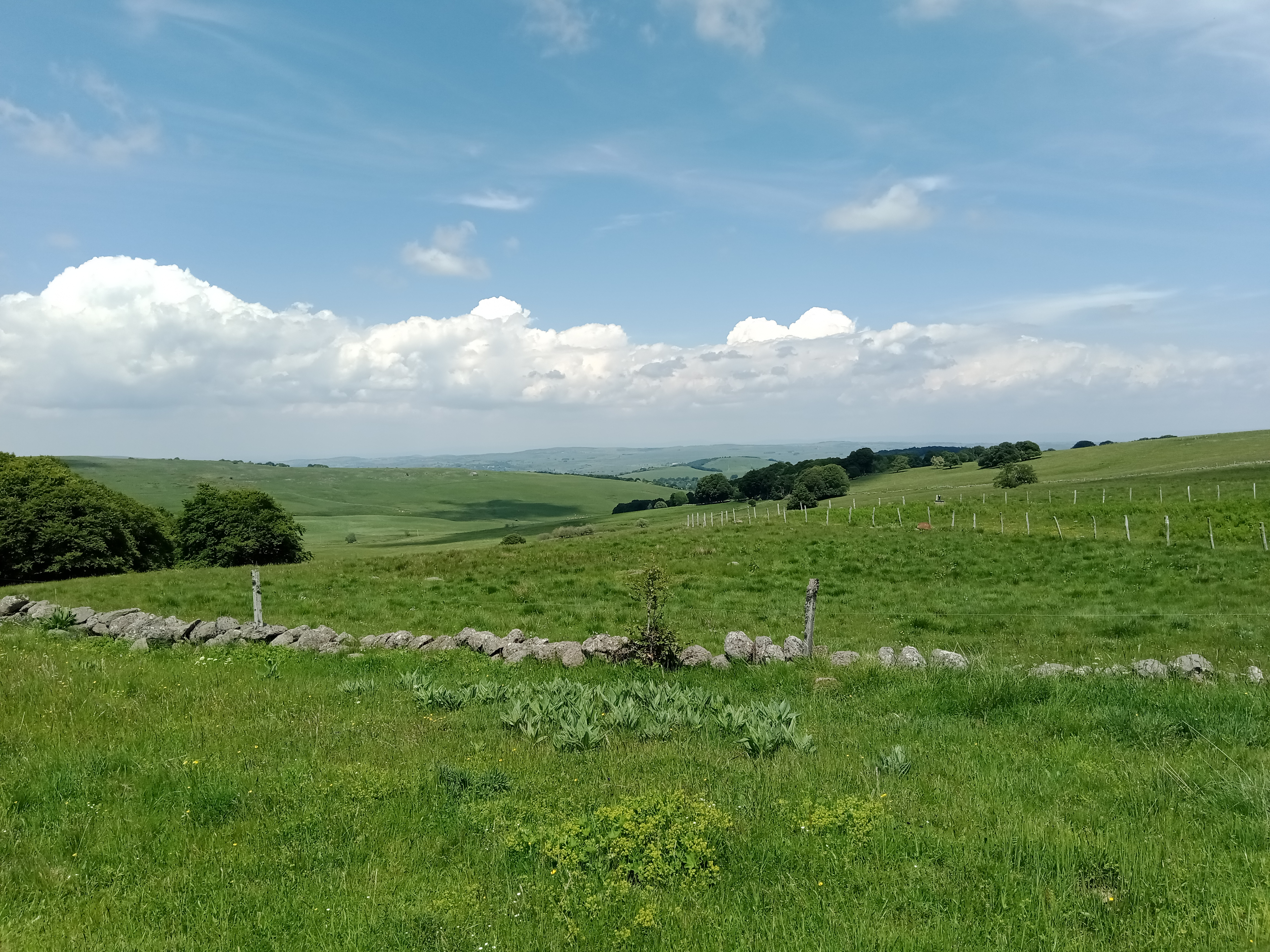
Prairies près de Nasbinals (variante).
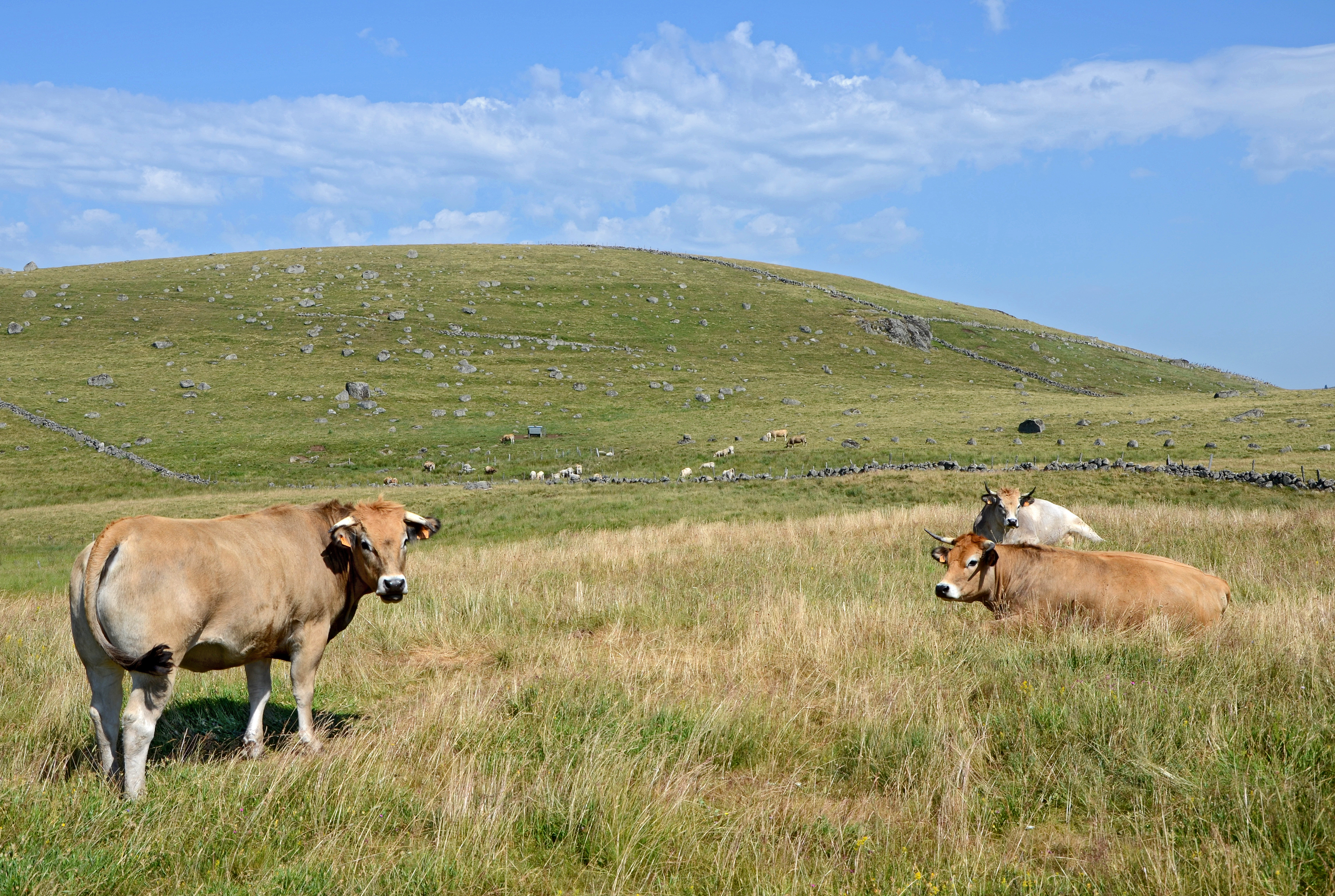
Plateau de l'Aubrac près de Rieutort-d'Aubrac (variante).
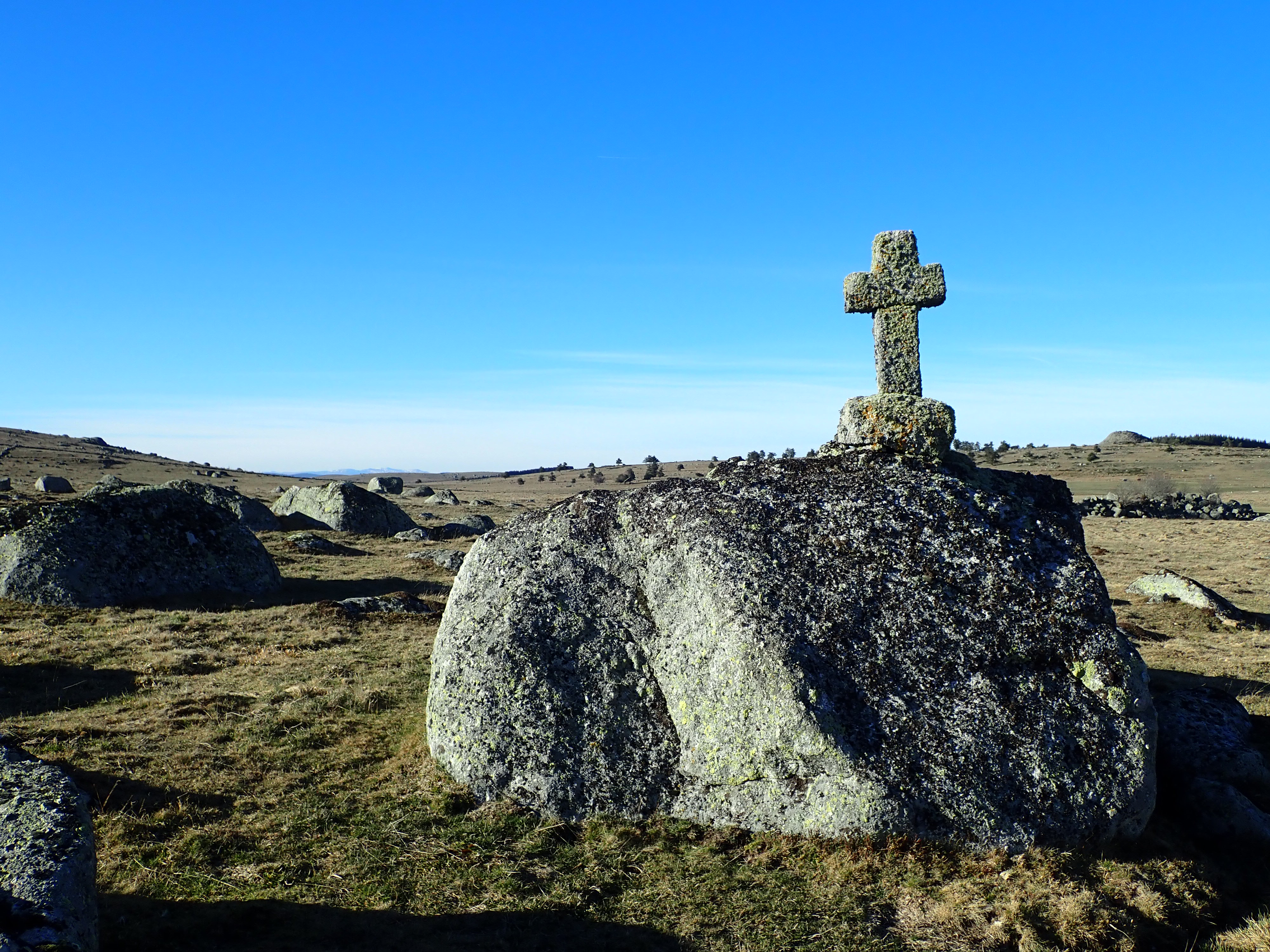
Croix de pierre près du hameau d'Usanges (variante).
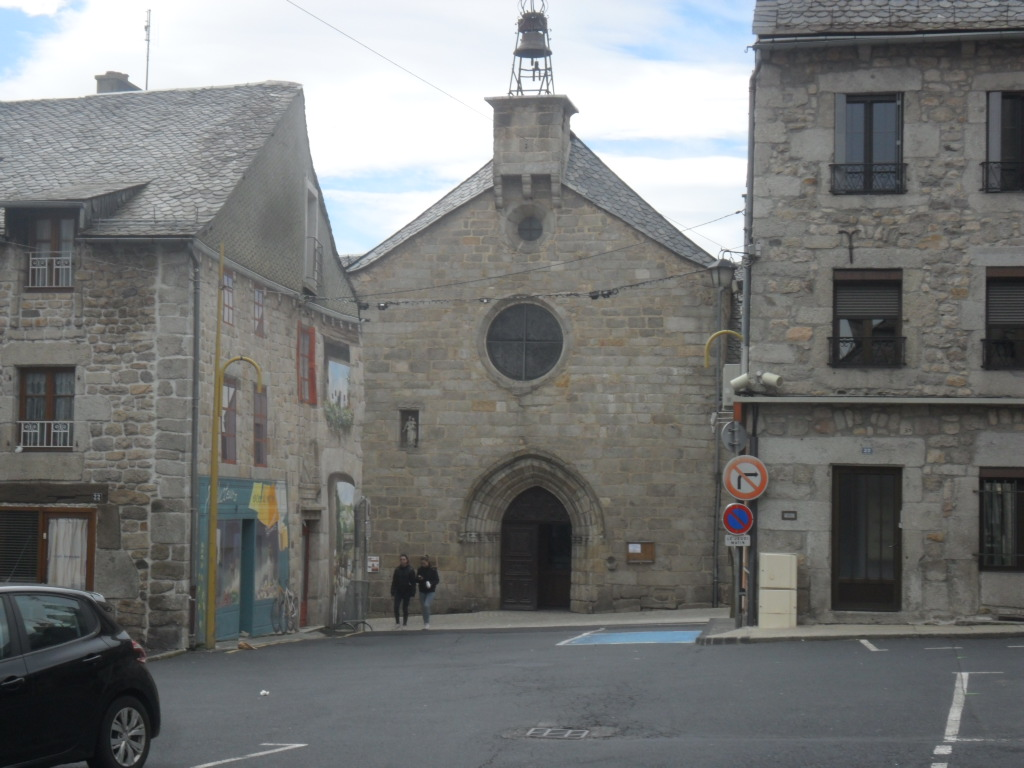
Église de Notre-Dame de Saint-Chély-d'Apcher (variante).